# Порівняльна гібридизація геномів
Порівняльна гібридизація геномів або гібридизація геномів (англ. Comparative genomic hybridization, CGH або genomic hybridization) — метод молекулярної генетики для порівняння геномів генетично близьких клітин або організмів. Метод звичайно використовується у систематиці для порівняння організмів, що належать до близьких груп та для аналізу зміни числа копій генів в ДНК пухлинних клітин. Метод заснований на гібридизації флюоресцентно або радіоактивно помічених ДНК пухлини (або одного організму) і нормальної ДНК (або іншого організму).

## У систематиці
У систематиці звичайно використовуються ДНК, помічені за допомогою радіоактивного ізотопу або одного барвника. Геномна ДНК розрізається на відносно короткі частини, ДНК одного організму помічається і додається в значно меншій концентрації. Після нагрівання і охолодження одно-ланцюжкова ДНК відділяється та вимірюється кількість поміченої дволанцюгової ДНК. Це число вказує на кількість ідентичних фрагментів ДНК. 
У прокаріотів якщо кількість ідентичних генів більше ~ 70 %, штами ймовірно слід віднести до одного виду, якщо більше ~ 25 % — до одного роду. Оскільки випадкові помилки методу зараз складають близько 10 %, для таксонів більш високого рангу метод не використовується.

## У генетиці раку
Для порівняння числа генів між нормальними і пухлинними клітинами звичайно використовуються два барвникі, наприклад, такі пари барвників як флюоресцеїн (FITC) — родамін. Використовуючи епіфлюоресцентну мікроскопію і кількісний аналіз зображення, виявляються регіональні відмінності в співвідношенні свічення пухлини порівняно з контрольною ДНК, і використовується для ідентифікації анормальних регіонів в геномі клітин пухлини. CGH виявить тільки неврівноважені хромосомні зміни. Структурна аберація хромосом, наприклад, збалансовані взаємні переміщення та інверсії, не можуть бути виявлені.